# Due palle in buca
Due palle in buca (Caddyshack II) è un film del 1988, seguito del film Palla da golf (Caddyshack, 1980), con il solo Chevy Chase dei membri del cast originale.

## Trama
Jack Hartounian è un self made man, diventato miliardario, ma rimasto rozzo, che è socio di un esclusivo Country club. Sua figlia Kate, si vergogna di lui e per questo vorrebbe cambiare circolo di golf.

## Accoglienza
Mentre il predecessore ottenne un buon successo ed alcuni riconoscimenti, questo seguito ha collezionato critiche negative ed una serie di candidature ai Razzie Awards 1988. Nel dettaglio (in grassetto le vittorie).
- Peggior film
- Peggior attore protagonista (Jackie Mason)
- Peggior attore non protagonista (Dan Aykroyd)
- Peggior canzone originale (Jack Fresh, di Full Force)